# Phare de Tibbetts Point
Le phare de Tibbetts Point (en anglais : Tibbetts Point Light), est un phare actif situé à Cape Vincent sur le lac Ontario, dans le comté de Jefferson (État de New York).
Il est inscrit au Registre national des lieux historiques depuis 1984 au numéro NRHP référence : 84002412.

## Histoire
Le terrain sur lequel se trouve le phare fait partie d'une concession accordée au capitaine John Tibbetts de Troy, dans l'État de New York. Le phare actuel a été construit en 1854. Il se trouve sur le sentier de la voie maritime des Grands Lacs(Seaway Trail (en)).
Sa lentille de Fresnel est toujours utilisée. Seulement 70 lentilles de ce type sont toujours opérationnelles aux États-Unis, dont 16 sur les Grands Lacs, dont deux à New York.

## Description
Le phare  est une tour quadrangulaire en bois avec une galerie et une lanterne de 18 m de haut. La tour recouverte d'un revêtement en aluminium blanc et la lanterne est noire.
Son feu à occultations émet, à une hauteur focale de 21 m, un éclat blanc par période de 10 secondes. Sa portée est de 16 milles nautiques (environ 30 km).
Identifiant : ARLHS : USA-848 ; USCG : 7-1735 - Admiralty : H2836 .
|                        |
| Tibbetts Point Station |

|                 |
| Le phare actuel |

### Lien connexe
- Liste des phares de l'État de New York